# Peppino e la vecchia signora
Peppino e la vecchia signora è un film di genere commedia romantica del 1954, diretto da Piero Ballerini.

## Trama
Una nobile dama decaduta, dopo aver venduto tutto quello che possedeva per pagare i debiti arretrati, si riduce a vendere le caldarroste agli angoli delle strade per poter mantenere la figlia in collegio. La ragazzina è all'oscuro di tutto: l'unico che conosce la verità sulla donna è un vetturino che prima era alle sue dipendenze e che continua a provare per lei un forte sentimento. Inventa sempre delle scuse nuove per trattenere la fanciulla nell'istituto anche durante la stagione estiva, quando sarebbe tempo di rientrare a casa. Ma nella strada dove la signora tiene il banchetto c'è un malintenzionato che non crede al suo stato; è Joe, un delinquente che spadroneggia nell'ambiente della malavita aiutato dai complici e dalla sua amante. Questi riesce a introdursi in casa della signora e ruba tutti i suoi risparmi; lei vorrebbe indietro il suo denaro ma il malfattore le rifila dei biglietti bancari falsi.
Dopo qualche tempo la figlia della signora si diploma e va a vivere presso Laura Di Robilant, una sua compagna di collegio diventata la sua amica più cara, in una villa lussuosa. Lì conosce Fausto Di Robilant, fratello dell'amica, e nasce immediatamente l'amore. Nel frattempo il padre di Laura, un commendatore, invita la nobile decaduta nel suo vecchio appartamento, diventato adesso una sede del Circolo Alpini, che il vetturino è riuscito a farsi prestare con mille sotterfugi. Il padre di Fausto offre alla signora di andare a vivere insieme a loro e costei, commossa, forse intuendo che il commendatore ha compreso il suo stato di indigenza, si reca alla grande festa da ballo organizzata per la vigilia delle nozze tra Fausto e Laura. Ma viene bloccata all'improvviso da un commissario di polizia, viene interrogata per possesso di denaro falso e alla fine viene rinchiusa in cella, nonostante le proteste del vetturino. Quando mancano oramai poche ore alle nozze, dopo aver subìto un altro interrogatorio la donna viene liberata, forse in tempo per assistere alle nozze, il vetturino sprona i cavalli della carrozza a galoppare forte, riescono a prendere posto in chiesa, e lì trovano ancora il commissario ad aspettarli.
La paura prende il sopravvento: ma è solo un attimo, poiché il poliziotto le comunica che il falsario e tutta la sua banda sono stati colti sul fatto e arrestati: finalmente sollevata, la signora e il vetturino assistono alla cerimonia nuziale e al grande banchetto che segue in un clima di totale festa.

## Commento
Il film è il remake, girato in Ferraniacolor del film di Amleto Palermi La vecchia signora del 1932. Presentato alla Commissione di Revisione Cinematografica, presieduta da Oscar Luigi Scalfaro, il 22 dicembre 1954, ottenne il visto di censura n. 18.165 del 28 dicembre 1954 con una lunghezza dichiarata della pellicola di 2.180 metri, e accertata di 2.115 metri. La pellicola però non ebbe fortuna: venne distribuita soltanto nel 1959 (tra l'altro quattro anni dopo la scomparsa di Ballerini) col titolo Peppino e la nobile dama, ma passò quasi inosservata sia al botteghino (incassò soltanto 23.000.000 di lire) sia dalla parte critica. In seguito la pellicola sparì dalla circolazione.

## Altri tecnici
- Arredatore: Luigi Ricci
- Aiuto regista: Sergio Garibaldi
- Operatore: Silvano Ippoliti
- Direttore di produzione: Ippolito Mellino